# Acleisanthes palmeri
Acleisanthes palmeri är en underblomsväxtart som först beskrevs av William Botting Hemsley, och fick sitt nu gällande namn av R.A.Levin. Acleisanthes palmeri ingår i släktet Acleisanthes och familjen underblomsväxter. Inga underarter finns listade i Catalogue of Life.